# Abazinski jezik
Abazinski jezik (abazinski абаза бызшва, abaza bəzš˚a; abaza; ISO 639-3: abq), abhasko-abazinski jezik, šire zapadnokavkaske skupine, sjevernokavkaska porodica, kojim govori oko 34 800 ljudi u Karačajevo-Čekrezija, Rusija (popis iz 1989.), i oko 10 000 u Turskoj (1995.).
Abazinski ima 63 suglasnika. Između 1932. i 1938. pisao se latinicom, a od 1938. ćirilicom. U Turskoj se još rabi latinicom.
Postoji više dijalekata
a) tapantski dijalekt (tапантский, bashogsky ili басхогский диалект), jezik tapantskih ili Tapanta Abazina, odnosno sjeverni abazinski na sjeverozapadu Karačajevo-čerkezije i u blizini Ksilovodska (Ксиловодска) u Stavropoljskom kraju. Tapantski Abazini u ovaj su kraj vjerojatno došli iz Abhazije između 13 i 15 stoljeća.
b) Drugi je kubino-elburganski ili kубино-Эльбурганский говор;
c) ašharski (ашхарский, шкараотский, шкарауа) kojim govore Škaraua (Шкарауа) Abazini, oni što su poduprli šamilov ustanak sredinom 19. stoljeća, što je dovelo do cijepanja Abazina.
d) kuvinski govor (kuvinski; кувинский говор, zovu ga хъвыжв) razlikuju se novokuvinsky i starokuvinsky.
e) apsujski govor (апсуйский говор; apsua, апсуа)
f) sadzski ili južnoabazinski (садзский, южноабазинский) je nestao, od Abhaza je nazivan asadzua (асадзуа), kod Adigejaca abadze (абадзе), Ubihi džihi (джихи), Gruzi džiki (джики), i Rusi džikety (джикеты) ili džigety (джигеты).
g) primorski abazinski приморский (obalni, прибрежный) абазинский, na obali Crnog mora do 1860-ih godina.
h) medovejevski ili gornji južnoabazinski (медовеевский, горно-южноабазинский) † nekada (do 1860-ih) na rijekama Macesta [Мацеста] и Psou [Псоу].
i) ostali govori su: Čua (говор чуа); govor čuži (говор чужи) govor čužguča (говор чужгуча); govor ahčipsou ili ahčipsyu (говор ахчипсоу, ахчипсу); govor aibga ili ajboga (говор аибга, айбога)

## Vanjske poveznice
- Ethnologue (14th)
- Ethnologue (15th)